# آن هيش
آن هيش (بالإنجليزية: Anne Heche)‏ (25 مايو 1969 - 12 أغسطس2022)، هي ممثلة ومخرجة وكاتبة سيناريو أمريكية من مواليد 25 مايو 1969 في أورورا، أوهايو، حصلت على جائزة الإيمي للممثلة الأصغر البارزة عام 1991 عن دورها في مسلسل عالم آخر، مثلت في فيلم فولكانو ودوني براسكو بجانب آل باتشينو. أصيبت بحروق شديدة في حادث سيارة وقع في إحدى ضواحي لوس أنجلوس في أغسطس 2022، وقالت عائلتها إن نجاتها غير متوقعة في ضوء الإصابات التي تعرضت لها ويجري تقييم صلاحية أعضاء جسمها للتبرع بها وفقاً لوصية آن هيش.

## وفاتها
توفيت في 12 أغسطس 2022 بسبب حادث سيارة عنيف دخلت بعده المستشفى الذي أعلن وفاتها سريرياً بسبب الحروق التي تعرضت لها، ونُزعت عنها أجهزة دعم الحياة بعد 6 أيام من الحادث. يذكر أنها وافقت قبل سنوات على التبرع بأعضائها السليمة.

## أعمالها
- اختيار غرايسي

## وصلات خارجية
- آن هيش على موقع IMDb (الإنجليزية)
- آن هيش على موقع ميتاكريتيك (الإنجليزية)
- آن هيش على موقع روتن توميتوز (الإنجليزية)
- آن هيش على موقع مونزينجر (الألمانية)
- آن هيش على موقع ألو سيني (الفرنسية)
- آن هيش على موقع ميوزك برينز (الإنجليزية)
- آن هيش على موقع تيرنر كلاسيك موفيز (الإنجليزية)
- آن هيش على موقع أول موفي (الإنجليزية)
- آن هيش على موقع قاعدة بيانات برودواي على الإنترنت (الإنجليزية)
- آن هيش على موقع قاعدة بيانات الأفلام السويدية (السويدية)